# آیت یول
آیت یول (به فرانسوی: Ait Youl) یک کومون در مراکش است که در استان تنغیر واقع شده‌است. آیت یول ۴٬۴۶۶ نفر جمعیت دارد.